# 明世村
明世村（あきよむら）は、かつて岐阜県土岐郡にあった村である。現在の瑞浪市明世町および土岐市泉町河合の区域に相当する。
村名は合併時に考え出された名前で、明は月吉村の「月」に由来し、世は合併した村の数「四」に由来する。

## 地理
- 川：土岐川、日吉川

## 歴史

### 沿革
- 1897年（明治30年）4月1日 - 河合村、戸狩村、山野内村、月吉村が合併し発足。旧村名は大字として残った。
- 1954年（昭和29年）4月1日 - 分割合併により廃止。
  - 河合地区は土岐郡泉町に編入。
  - 残部は瑞浪土岐町、稲津村、釜戸村、大湫村、日吉村、恵那郡陶町と合併し瑞浪市となる。

## 教育
- 村立明世中学校（1961年、土岐中学校と統合し瑞陵中学校となる）
- 村立明世小学校

## 寺院
- 大應寺
- 明白寺
- 清耒寺
- 一乗院